# Fonelas
Fonelas es una localidad y municipio español situado en la parte noroccidental de la comarca de Guadix, en la provincia de Granada, comunidad autónoma de Andalucía. Limita con los municipios de Purullena, Benalúa, Guadix —incluido el enclave de Belerda—, Villanueva de las Torres, Pedro Martínez y Huélago. Por su término discurre el río Fardes.

## Símbolos
Fueron aprobados mediante Decreto 276/2003, de 30 de septiembre, y su descripción es la siguiente:
- Escudo: De gules estela antropomorfa de plata. Bordura jaquelada de oro y sable. Al timbre Corona Real Española cerrada.
- Bandera: Rectangular de proporciones 2:3, formada por tres franjas verticales en proporciones 1/4, 1/2 y 1/4, siendo las exteriores ajedrezadas de negro y amarillo y la central roja con la estela de fonelas en blanco.

## Geografía
| Noroeste: Pedro Martínez        | Norte: Pedro Martínez y Villanueva de las Torres | Noreste: Villanueva de las Torres |
| Oeste: Pedro Martínez y Huélago | Puntos cardinales                                | Este: Guadix                      |
| Suroeste: Guadix (por enclave)  | Sur: Purullena y Benalúa                         | Sureste: Guadix                   |

### Clima

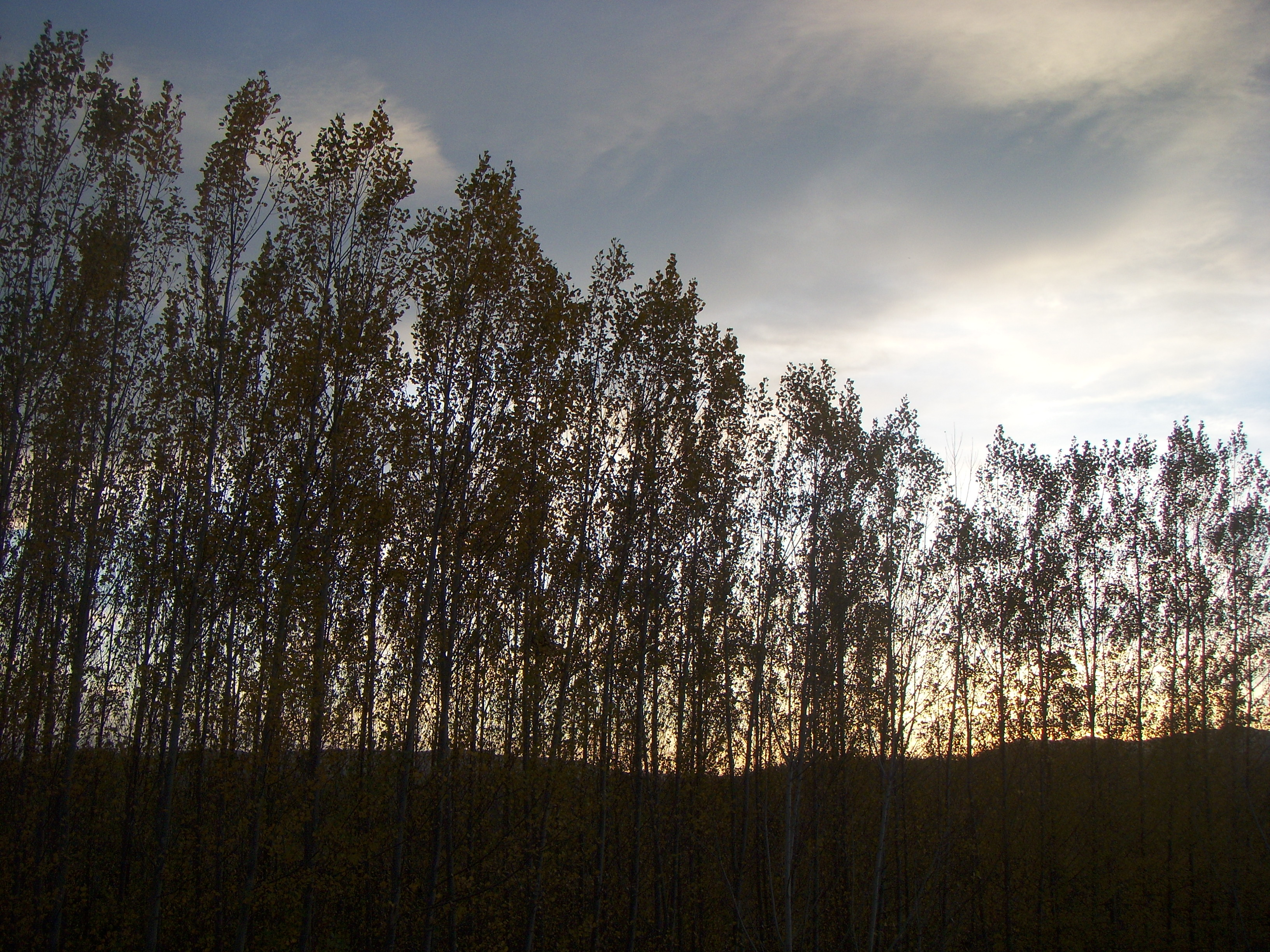
Chopera típica de Granada, en Fonelas

El clima es seco, de inviernos largos y especialmente se registran numerosas nevadas; los veranos, aunque cortos, son muy calurosos, rebasando en julio y agosto temperaturas máximas de 45 °C.

## Naturaleza

### Geoparque de Granada
Fonelas se encuentra dentro del Geoparque de Granada que engloba el área del Altiplano semiárido del sudeste peninsular. Se ha catalogado dos puntos de interés geológico en Fonelas. Se trata de los yacimientos paleontológicos Solana del Zamborino (LIG 11) y Fonelas P-1(LIG 8).

## Demografía
Fonelas cuenta con una población de 964 habitantes (INE 2024).
| Gráfica de evolución demográfica de Fonelas entre 1842 y 2021 |
| |
| Población de derecho según los censos de población del INE Población de hecho según los censos de población del INEEn 1857 disminuye el término del municipio porque independiza a Benalúa de Guadix y Charches |

## Economía

### Evolución de la deuda viva municipal
| Gráfica de evolución de Deuda viva del Ayuntamiento de Fonelas entre 2008 y 2019                                |
| |
| Deuda viva del Ayuntamiento de Fonelas en miles de Euros según datos del Ministerio de Hacienda y Ad. Públicas. |

## Patrimonio

### Estela de Fonelas

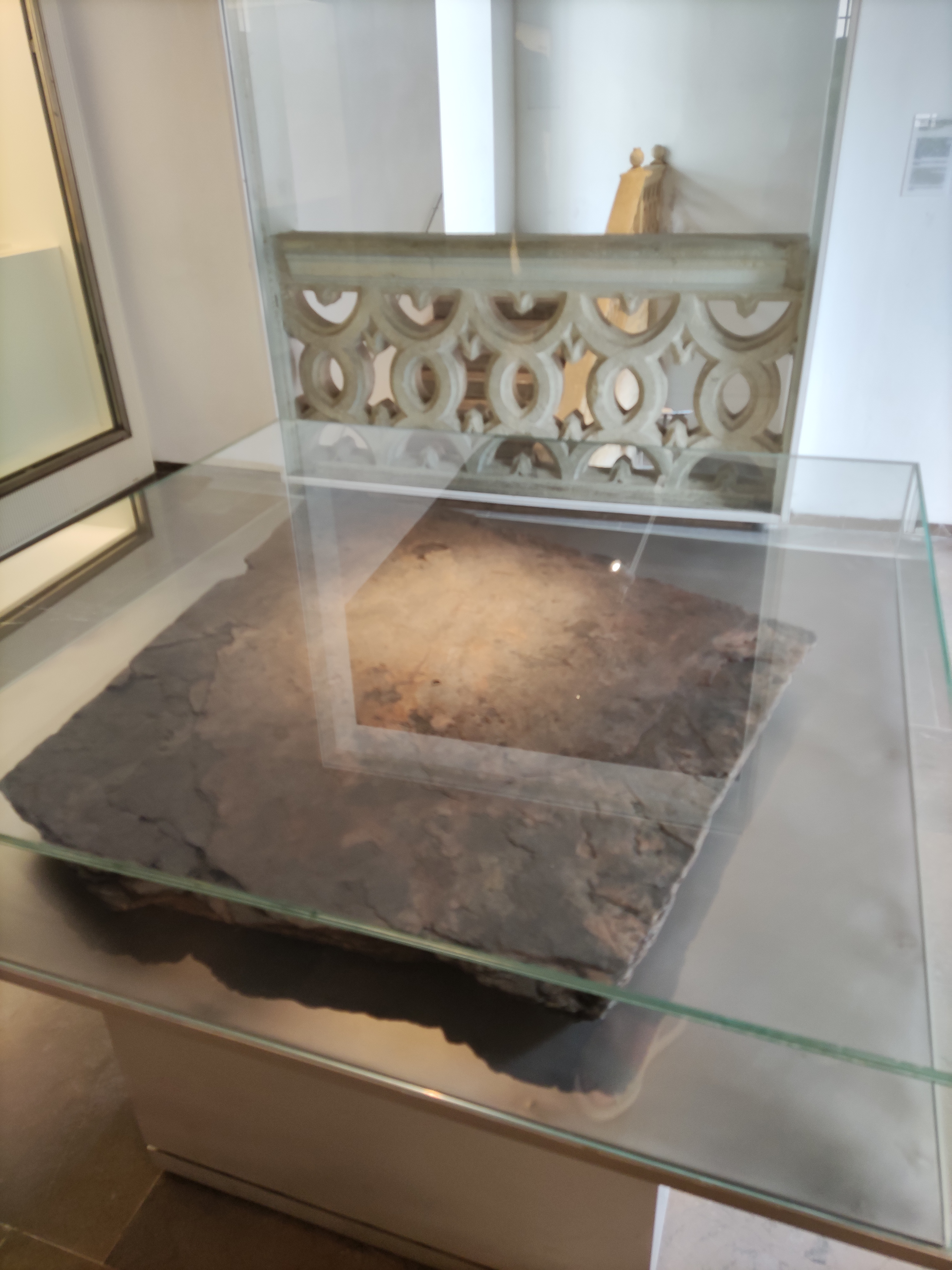
Estela de la necrópolis megalítica de Fonelas (Museo Arqueológico de Granada)

La estela a la que se hace referencia en el escudo municipal, una laja de pizarra con un grabado antropomorfo, procede del dolmen Moreno 3, en la necrópolis megalítica de Fonelas, protegida como Bien de Interés Cultural.. La necrópolis estaba formada por unos setenta sepulcros de la Edad del Cobre, y aparece publicada por primera vez en 1868 por el arqueólogo almeriense Manuel de Góngora y Martínez. Fue puesta al descubierto en 1973 por el arqueólogo patrimonialista Bartolomé Ruiz González, estudiante responsable de la excavación de dicho dolmen, durante la campaña arqueológica dirigida por el profesor José Enrique Ferrer Palma. La pieza, comúnmente denominada "Estela de Fonelas", se expone en el Museo Arqueológico y Etnológico de Granada.

## Fiestas
- Festividad de San Antón, en la noche del 16 a 17 de enero. Se encienden grandes hogueras en lugares públicos. Los participantes se concentran alrededor de éstas para comer y beber.
- Festividad de la Virgen de los Dolores, una semana antes del Domingo de Ramos. Se celebran misas solemnes y se procesiona a la patrona por las calles, además de organizarse una verbena popular.
- Festividad de Nuestra Señora del Rosario de Fátima, durante las fiestas de agosto. El día 15 se procesiona la talla en romería, reuniéndose los participantes en las choperas junto al río. Ese mismo día se convoca un concurso de carrozas. También el Ayuntamiento de Fonelas organiza una maratón llamada Trail de los Badlands a la que asisten más de 250 corredores.

## Gastronomía
Como notable zona de huertas, uno de sus productos más reconocidos son los melocotones. Con ellos se elabora la receta melocotones al vino, que complementa la repostería de roscos y tortas. Al igual que otros muchos municipios de la región de Andalucía Oriental, son también típicos los estofados de cordero o conejo, las gachas, las migas y los escabeches.